# Maestro di Tavarnelle

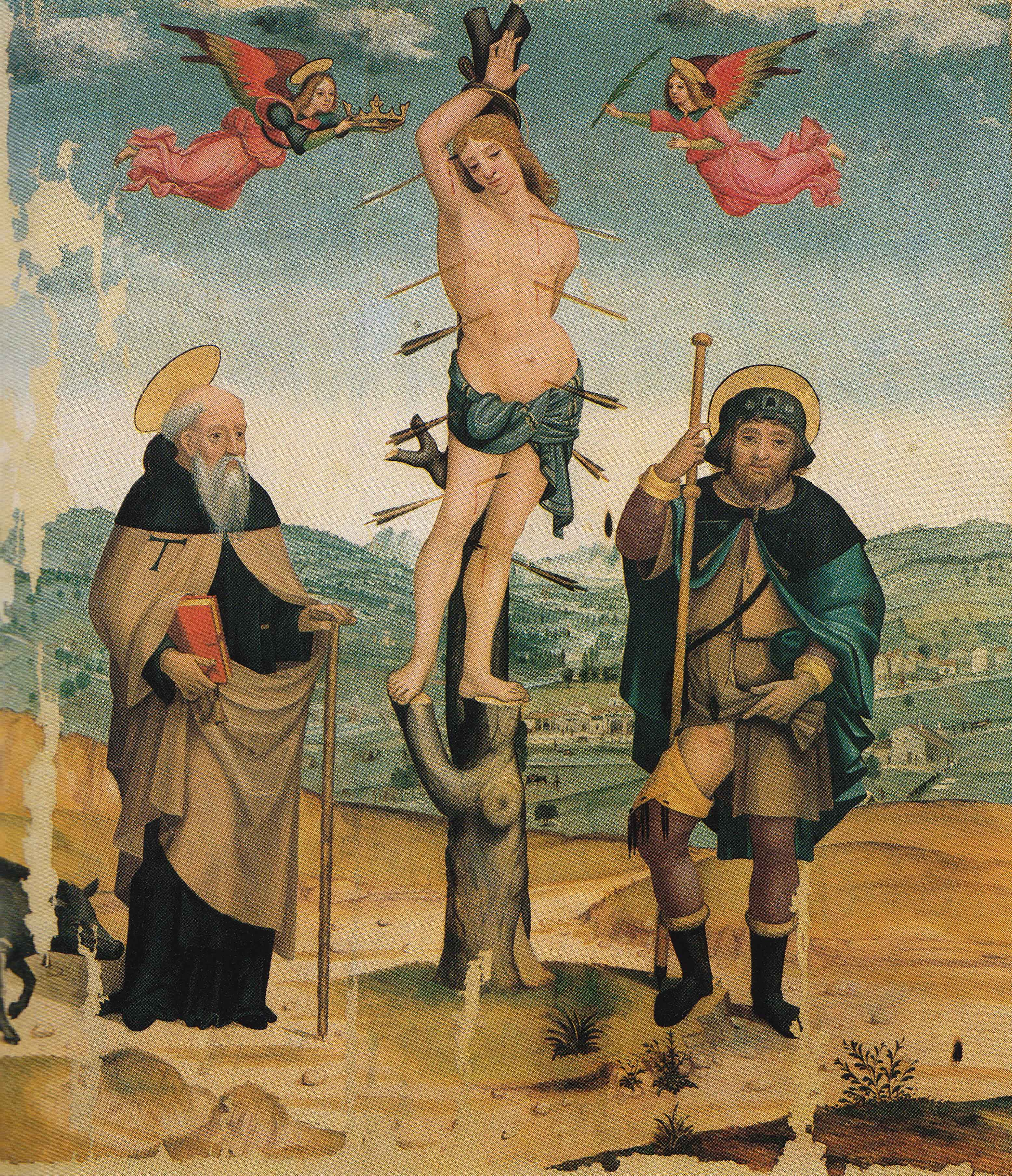
Sant'Antonio Abate, San Sebastiano e San Rocco con due angeli (1510-1515)

Le Maestro di Tavarnelle  ou Maestro di Ovidio ou Maestro dei Cassoni Campana est un peintre français ou italien, un maître anonyme qui fut actif à Florence au cours du premier quart du Cinquecento, sur des sujets mythologiques ou sacrés.

## Critères de désignation de l'auteur
Une Conversation sacrée, au style ghirlandaiesco, exposée aujourd'hui au Museo di Arte Sacra de Tavarnelle Val di Pesa fait donner à son auteur anonyme le pseudonyme  de « Maestro di Tavarnelle » et certains historiens de l'art le considèrent comme un élève ou un collaborateur de Filippino Lippi, donc identifié comme Niccolò Cartoni, assistant de Lippi à la fin du XVe siècle.
Par ailleurs Federico Zeri, attribuant certaines œuvres au Maestro di Ovidio, voit en lui également le « Maestro di Tavarnelle » et il le rapproche également, par le sujet de ces œuvres mythologiques ou sacrées, d'un peintre d'origine française portant le  pseudonyme de  « Maestro dei Cassoni Campana » un peintre de cassoni, en accord avec d'autres historiens de l'art, et qui lui ont attribué le retable des Santi Antonio Abate, Sebastiano e Rocco du musée de San Casciano in Val di Pesa.
Ce troisième pseudonyme de « Maestro dei Cassoni Campana » lui vient de l'origine des achats de panneaux de coffres italiens effectués pour le musée du Louvre par Napoléon III auprès de Giampietro Campana.

## Œuvres

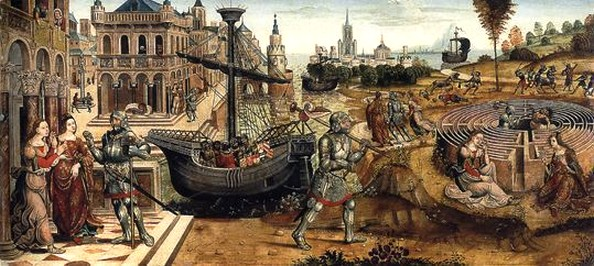
Panneau de Thésée et le Minotaure.

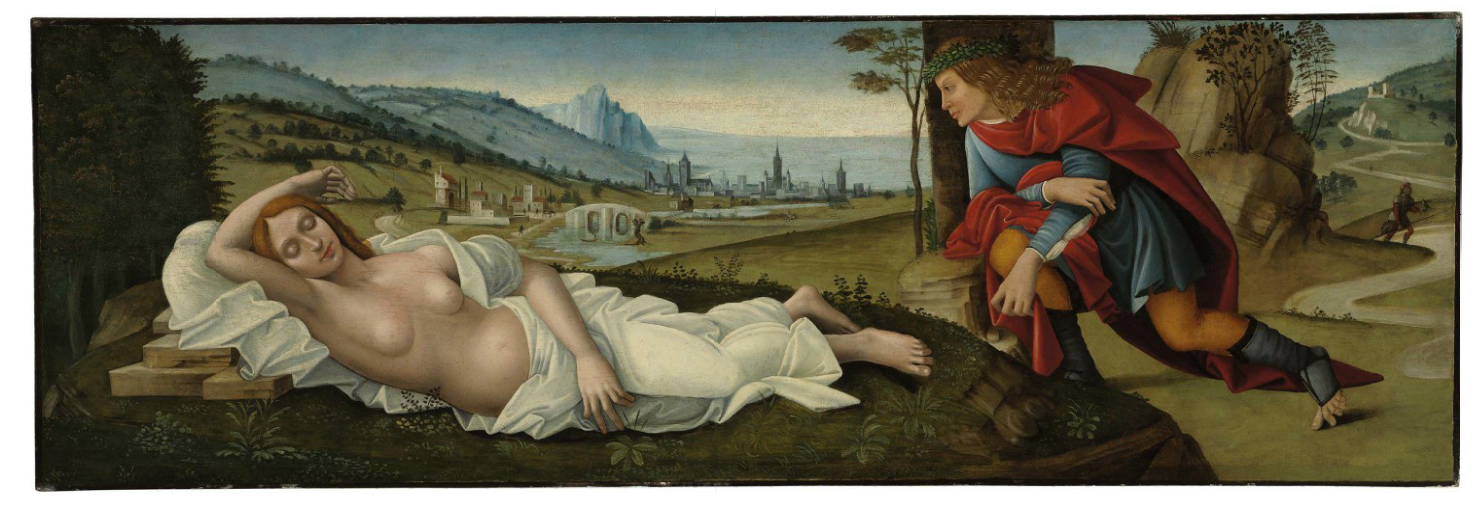
Panneau de cassone : Cimon et Iphigénie.

### Sujets mythologiques
- Cimon et Iphigénie, panneau de cassone,
- Mort d'Eurydice, Dublin
- Euridice e le compagne, Genève
- Euridice morsa da un serpente mentre fugge da Aristeo, musée des arts décoratifs, Paris
- Venere dormiente e un poeta, New York
- Quatre panneaux de cassoni du musée du Petit Palais d'Avignon, peints à l'huile sur le thème de La Légende crétoise :
  - Les Amours de Pasiphaé, 182 × 69 cm[1] ;
  - la Prise d'Athènes par Minos, 183 × 69 cm[2] ;
  - Thésée et le Minotaure, 155 × 69 cm[3] ;
  - Ariane abandonnée à Naxos, 155 × 69 cm[4].

### Sujets sacrés
- Musée des Beaux-Arts de Strasbourg :
  - Christ de Pitié, d'après Hans Memling[5];
  - Vierge de douleur, d'après Hans Memling[6].
- Annonciation (1510-1515), tempera sur toile, 70,5 × 53,5 cm, pinacothèque, Ferrare.
- Vierge à l'Enfant avec saint Jean enfant, Palais Dorotheum, Vienne.
- Adorazione del Bambino con san Giuseppe e san Giovannino, Université Harvard, Cambridge
- Adorazione del Bambino con san Giuseppe e san Giovannino, Frances Lehman Loeb Art Center, Vassar College, Poughkeepsie (NY)
- Museo di Arte Sacra, San Casciano in Val di Pesa :
  - Sant'Antonio Abate, san Sebastiano e san Rocco ;
  - Madonna con Bambino in trono tra san Martino e san Sebastiano.

## Sources
- (it) Cet article est partiellement ou en totalité issu de l’article de Wikipédia en italien intitulé « Maestro di Tavarnelle » (voir la liste des auteurs).
- Cet article est partiellement ou en totalité issu de l'article intitulé « Maître des Cassoni Campana » (voir la liste des auteurs).